# 橋本尚明
橋本 尚明（はしもと なおあき、1992年9月21日 - ）は、愛媛県松山市出身のバスケットボール選手である。ポジションはシューティングガード。

## 来歴
小学2年生の時に、兄の影響もありバスケを始める。バスケを始める前は肥満児で校内のマラソン大会では、常に最下位であったが、地元の相撲大会では4連覇を果たした。バスケを始めてダイエットに成功し、6年生の時にはマラソン大会で1位になった。
松山市立桑原中学校2年生時の2007年3月に愛媛県選抜チームのメンバーとして都道府県対抗ジュニアバスケットボール大会に出場。
2008年4月、尽誠学園高校に進学。3年生時は主将を務め、2010年ウインターカップ香川県予選で最優秀選手賞を受賞。本大会ではベスト16入り。
2011年4月、近畿大学に進学。2年次の関西学生新人戦で優勝して最優秀選手賞とアシスト王を受賞。全日本大学選手権では4位。3年次は西日本選手権で優勝、関西学生選手権で優勝。4年次は西日本選手権、関西学生選手権、関西学生リーグ戦で優勝し、関西学生選手権と関西学生リーグ戦で優秀選手賞を受賞。
2015年2月、bjリーグのアーリーエントリー制度により大阪エヴェッサと契約した。背番号は29番。2月21日の滋賀レイクスターズ戦で初出場。2014-15レギュラーシーズン15試合に出場。プレイオフにも出場した。大阪には、bjリーグとNBLが統合して発足したB.LEAGUE初年度の2016-17シーズンまで在籍した。
2017年7月に、富山グラウジーズに移籍。主にシックスマンとして、チームのB1残留に貢献した。
2018年6月、横浜ビー・コルセアーズに移籍。7月19日には、スポルディングとブランドアドバイザー契約を締結した。
2018-19シーズンは、序盤は持ち味を生かせずに短い出場時間しか得られなかったが、終盤には復調して出場時間を大幅に増やした。51試合に出場し、1試合当たりの平均出場時間は11.5分　平均2.7得点だった。
2019-20シーズンは、チームの不振でシーズン途中でヘッドコーチが変わる環境の中でも、シーズンを通してスタメンとして定着して出場時間を大きく延ばした。30試合に出場し、1試合当たりの平均出場時間は20.3分　平均6.1得点だった。シーズン終了後、契約満了により横浜を退団。
2020年7月、島根スサノオマジックに移籍。2020-21シーズンは負傷により14試合の出場にとどまる。2020-21シーズンは負傷により14試合の出場にとどまる。
2021-22シーズンは期限付き移籍でB2の福島ファイヤーボンズに所属し、レギュラーシーズン49試合、プレーオフ3試合に出場。2022-23シーズンより福島に完全移籍。
2023-24シーズンよりB2に昇格したベルテックス静岡に移籍。

## 人物

### バスケットボールプレイヤーとしての特徴
- 橋本自身は、自身の長所を｢ボールを追いかけるところ。ディフェンスを頑張って、ひとつのボールを自分たちのボールにする。ちゃんと真面目に、一生懸命プレーする姿を観て欲しい｣と語っている[11]。
- バスケ解説者あんどうたかおによる評価は、｢特別に大量得点できる選手ではないが、しぶといディフェンスをする選手｣[12]

### その他
- 既婚で二児の父[13]。
- オムライスが好物だったため、子供のころは将来は養鶏所で働きたいと考えていた[2]。また、子供好きのため保育士、動物好きのためペットショップの店員にも憧れていた[2]。
- 好みのオムライスは、昔ながらの固めのオムライスで、デミグラスソースやトロトロ卵など、最近流行のオムライスは苦手としている[2]。
- 趣味は料理で、家庭でも休みの時は自身で家族のための料理を作っている[2]。
- 緊張しやすい性格のため、緊張をほぐす目的で日常的にアロマオイルを使っている。気持ちを強く持つときは｢赤系｣、気持ちを調和させるときは｢ピンク系｣のアロマを使い分けている[2]。
- 好みの異性のタイプは、年上で包容力のある人、女優で言うと吉瀬美智子だという[2]。
- ｢世界を笑顔にさせる｣ことが目標だと語ったことがあるが[14]、自身はポーカーフェイスであり、笑顔を作ることは非常に苦手としている、無理に笑顔を作っても維持は３秒が限界である[2]。

### 横浜ビー・コルセアーズ　オフィシャルブーストソングにおける選手紹介
- 2018-19 ｢勝負を決める流れを変える　海賊きっての飛び道具　No.7 橋本尚明｣[15]
- 2019-20 ｢億千万の胸騒ぎ　俺がやらずに誰がやる　No.7 橋本尚明｣[16]

## 記録
| シーズン         | チーム | GP | GS | MPG  | FG%  | 3P%  | FT%  | RPG | APG | SPG | BPG | TO  | PPG |
| ---------------- | ------ | -- | -- | ---- | ---- | ---- | ---- | --- | --- | --- | --- | --- | --- |
| bjリーグ 2014-15 | 大阪   | 15 | 1  | 11.0 | .385 | .091 | .500 | 0.9 | 0.7 | 0.6 | 0.1 | 0.9 | 2.9 |
| bjリーグ 2015-16 | 大阪   | 52 | 3  | 15.5 | .395 | .301 | .692 | 1.5 | 1.0 | 0.9 | 0.1 | 0.6 | 6.5 |
| B1 2016-17       | 大阪   | 54 | 3  | 15.5 | .373 | .279 | .862 | 1.5 | 0.8 | 0.5 | 0.1 | 0.9 | 4.3 |
| B1 2017-18       | 富山   | 52 | 0  | 18.1 | .364 | .327 | .778 | 1.5 | 1.4 | 0.6 | 0.1 | 0.8 | 4.8 |
| B1 2018-19       | 横浜   | 51 | 9  | 11.5 | .297 | .268 | .500 | 0.7 | 0.8 | 0.5 | 0.0 | 0.4 | 2.7 |
| B1 2019-20       | 横浜   | 30 | 29 | 20.3 | .361 | .253 | .829 | 1.6 | 1.3 | 0.7 | 0.0 | 0.9 | 6.1 |

## ギャラリー

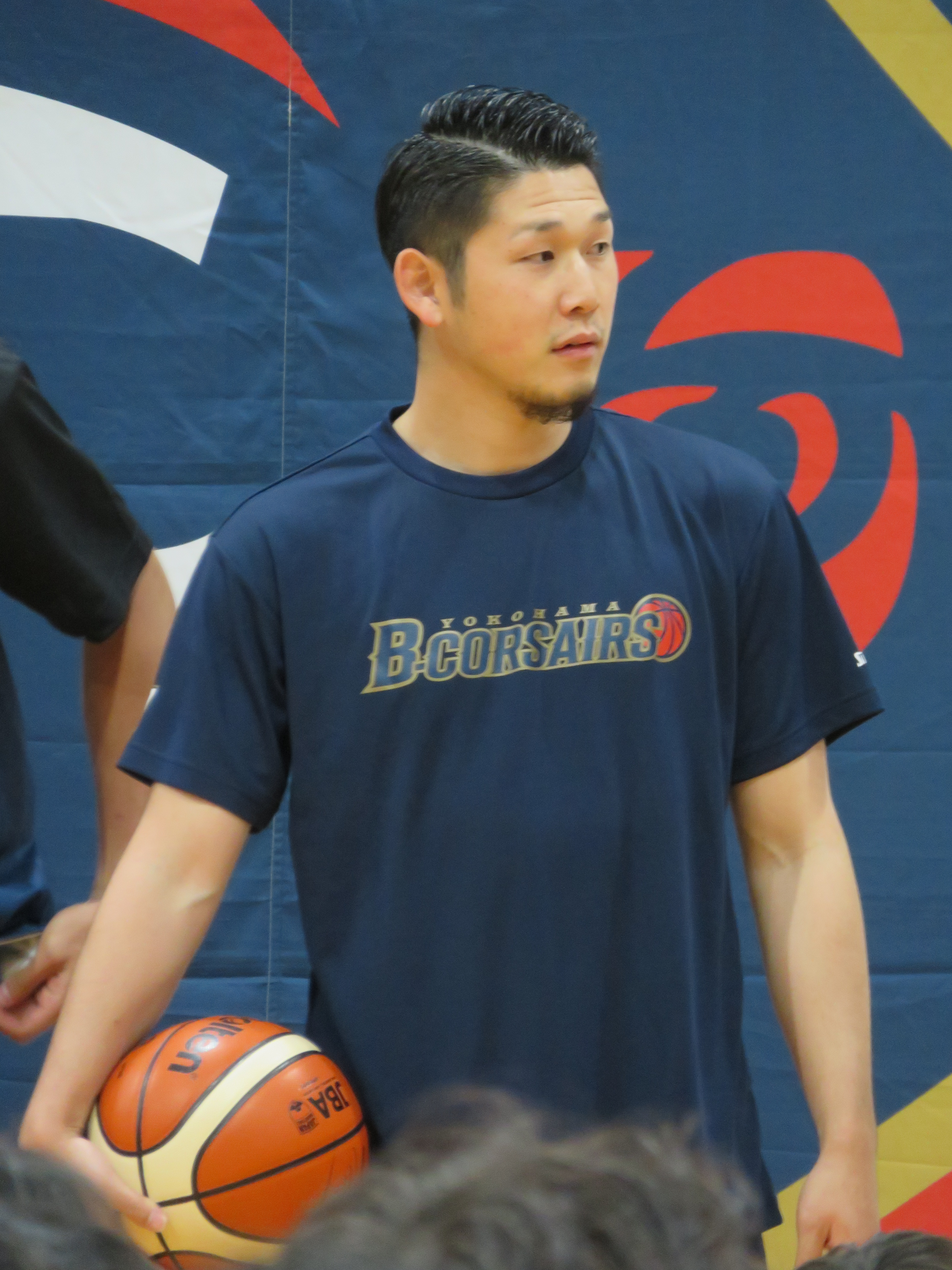
2019-05-19 横浜ビー・コルセアーズ帰港式
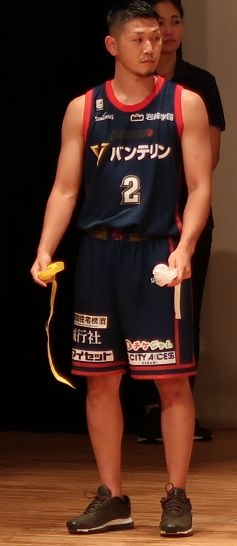
2019-09-27 横浜ビー・コルセアーズ出港式